# 四銖銭
四銖銭（ししゅせん）には、次の2種類がある。
- 前漢で流通した貨幣。紀元前175年に鋳造が開始され、表面に「半兩」と刻字され、重量が4銖であることから四銖半両銭と称されている。紀元前140年（建元元年）に廃止され、三銖銭に切り替えられた。

- 南北朝時代の南朝宋で鋳造された貨幣。430年（元嘉7年）に鋳造されたものには表面に「四銖」が刻字され、454年（孝建元年）に鋳造されたものにはこれに加えて裏面に「孝建」が刻字されているのが特徴である。古文銭も参照。